# George Island, Manitoba
George Island är en ö i Kanada.   Den ligger i provinsen Manitoba, i den sydöstra delen av landet, 1 800 km väster om huvudstaden Ottawa.
Trakten runt George Island är nära nog obefolkad, med mindre än två invånare per kvadratkilometer.